# おのだサンパーク
おのだサンパークは、山口県山陽小野田市に所在する複合商業施設（ショッピングセンター）である。広報活動において「おのサン」の愛称を用いている。

## 概要
富士商グループホールディングスなど山陽小野田市の地元企業が出資する小野田商業開発株式会社（おのだしょうぎょうかいはつ）が建設し、「サンパーク」の名称で1983年（昭和58年）10月22日に開業した。下関市のシーモールに次ぐ山口県内では2番目の規模のショッピングセンターであり、営業面積は3万8000平方メートル。約2200台分の無料駐車場を備えている。
開業当時の敷地面積は山口県内最大の6万4300平方メートルで、建物は鉄筋コンクリート造2階建て、延床面積は2万7334平方メートル、売場面積は1万5千平方メートル（うち核テナントの寿屋が9千平方メートル、専門店が6千平方メートル）であった。専門店は当初88店で開業し、当時の小野田市内から61店、市外からは東京から銀座ジュエリーマキやさが美など3店、隣接する宇部市から宇部井筒屋、ユニクロ前身の「OS」など5店が出店した。
2008年には大幅な増床・リニューアル工事が行われ、寿屋の後継であるフジグランの入居区画を除いて建て替え。営業面積はそれまでの2万4300平方メートルから3万8000平方メートルに、店舗数は79から約140に増えた。リニューアルにあたっては、京阪グループの京阪流通システムズに計画立案・リーシング業務を委託し、リニューアル後はリーシングに加え施設運営に関するコンサルティング業務も同社に委託している。
名称の「サンパーク」は公募で定められたもので、当初「サンパークおのだ」とする予定であったが、関係者の検討により正式名称からは「おのだ」を外し「サンパーク」として開業した。その後、同じ宇部都市圏においてサンパークあじすが開業したこともあり、当施設は広報や報道において「サンパークおのだ」の名称を使用、前述のリニューアルにあたり地名を前につける「おのだサンパーク」に改められた。
核テナントの入れ替わりが激しい上、年々閉店の頻度が短くなっており、当初入居していた寿屋が18年半、MrMaxと、寿屋の跡地に入居したフジグランが10年、フジグランの跡地に入居したゆめタウンが7年、ゆめタウンの跡地に入居したサンリブに至ってはわずか1年半で撤退した。なお、サンリブの跡地には、2022年4月にフードウェイが出店することになった。
最寄り駅はJR小野田線南中川駅であるが当路線の列車運行本数が少ないため、JR山陽本線小野田駅より船鉄バス及びサンデンバスによる経路が主となる。

## 歴史
- 1983年10月 - 寿屋（現在のカリーノ）を核テナントに、地元商店を中心とした88の専門店の入居するショッピングセンターとしてサンパークおのだが開業。
- 1997年03月20日 - 店舗を大改装し、MrMaxが出店。駐車場は300台増加し1800台に、売り場面積は1.8倍の約2万7000m2（当時のザ・モール周南〈2018年にゆめタウン下松と改称〉とほぼ同規模）となる。95の専門店が入居[4]。
- 2001年12月 - 核テナントの寿屋が民事再生手続きを申請。
- 2002年
  - 2月1日 - 寿屋が閉店、専門店街とMrMaxのみの営業となる。
  - 5月3日 - 寿屋の跡地にフジグランが出店。
- 2007年09月30日 - この日をもって、全面リニューアルのため、ごく一部のテナントを残してほぼ全館を閉店。フジグランは一時閉店、専門店の多くとMrMaxが営業終了（Mr.Maxは撤退）。
- 2008年05月30日 - 増床およびリニューアル工事が完了。新生おのだサンパークとして、再オープン。
- 2012年
  - 5月06日 - テナント契約期間の満了に伴い、核テナントのフジグラン小野田が閉店。
  - 6月20日 - 核テナントとして、イズミの「ゆめタウン小野田」がオープン。
- 2015年05月22日 - 社団法人日本ショッピングセンター協会による第6回日本SC大賞の特別賞に選定される。
- 2019年
  - 5月12日 - テナント契約期間の満了に伴い、核テナントのゆめタウン小野田が閉店[5]。
  - 6月21日 - 核テナントとして、サンリブの「サンリブおのだ」がオープン[6]。
- 2021年
  - 12月31日 - サンリブおのだが閉店[3]。
- 2022年
  - 1月14日 - 核テナント不在となっている間の期間限定で「おのサンマルシェ」を開設[3]。
  - 4月15日 - 核テナントとしてフードウェイが出店[3]。

## 主要店舗及び施設

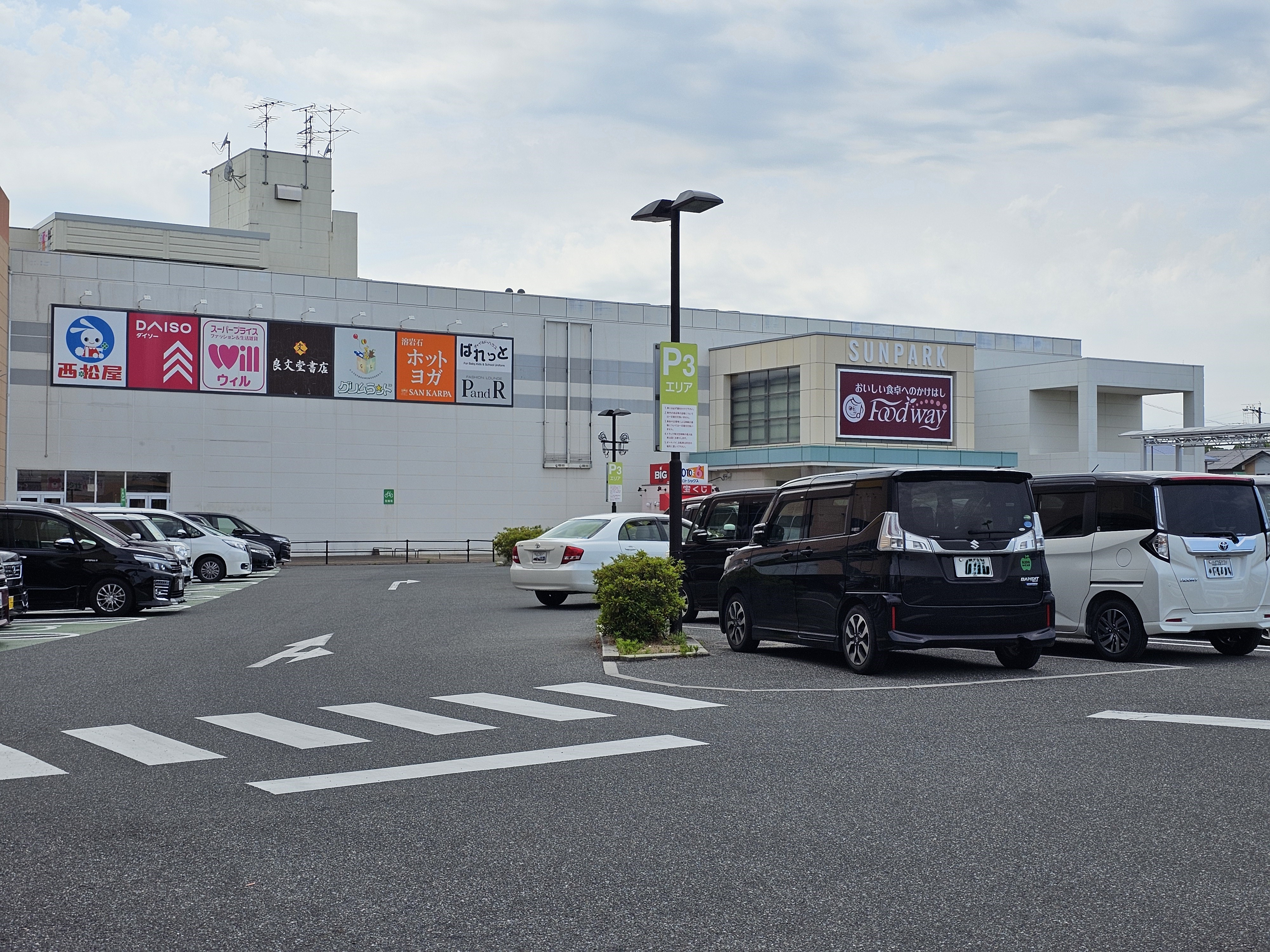
フードウェイおのだサンパーク店（2024年6月撮影）。かつての寿屋・フジグラン・ゆめタウン・サンリブ部分を利用している。画像手前の駐車場部分には2008年のリニューアル以前まで専門店街があった。

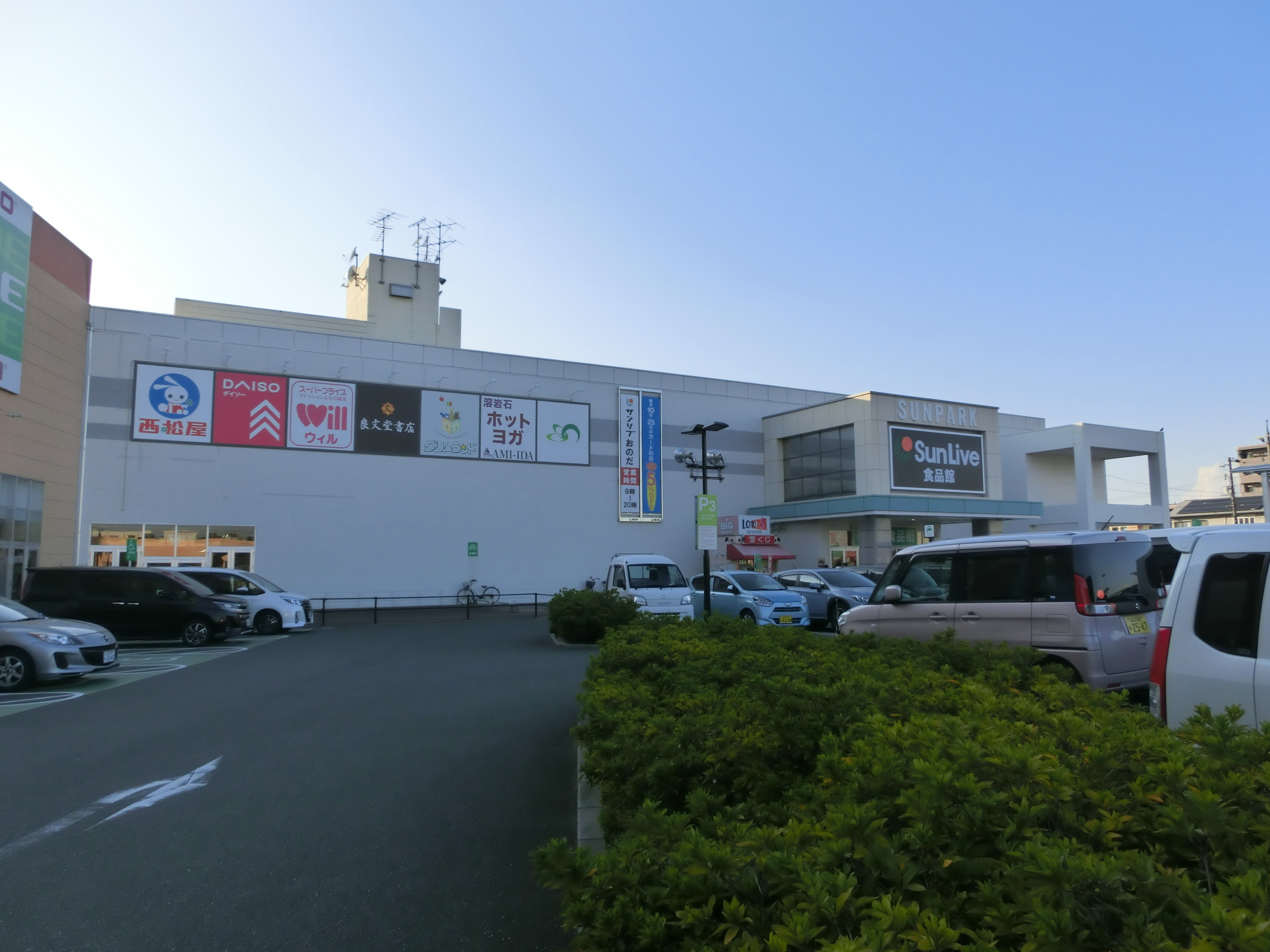
サンリブおのだ時代の外観（2019年11月撮影）

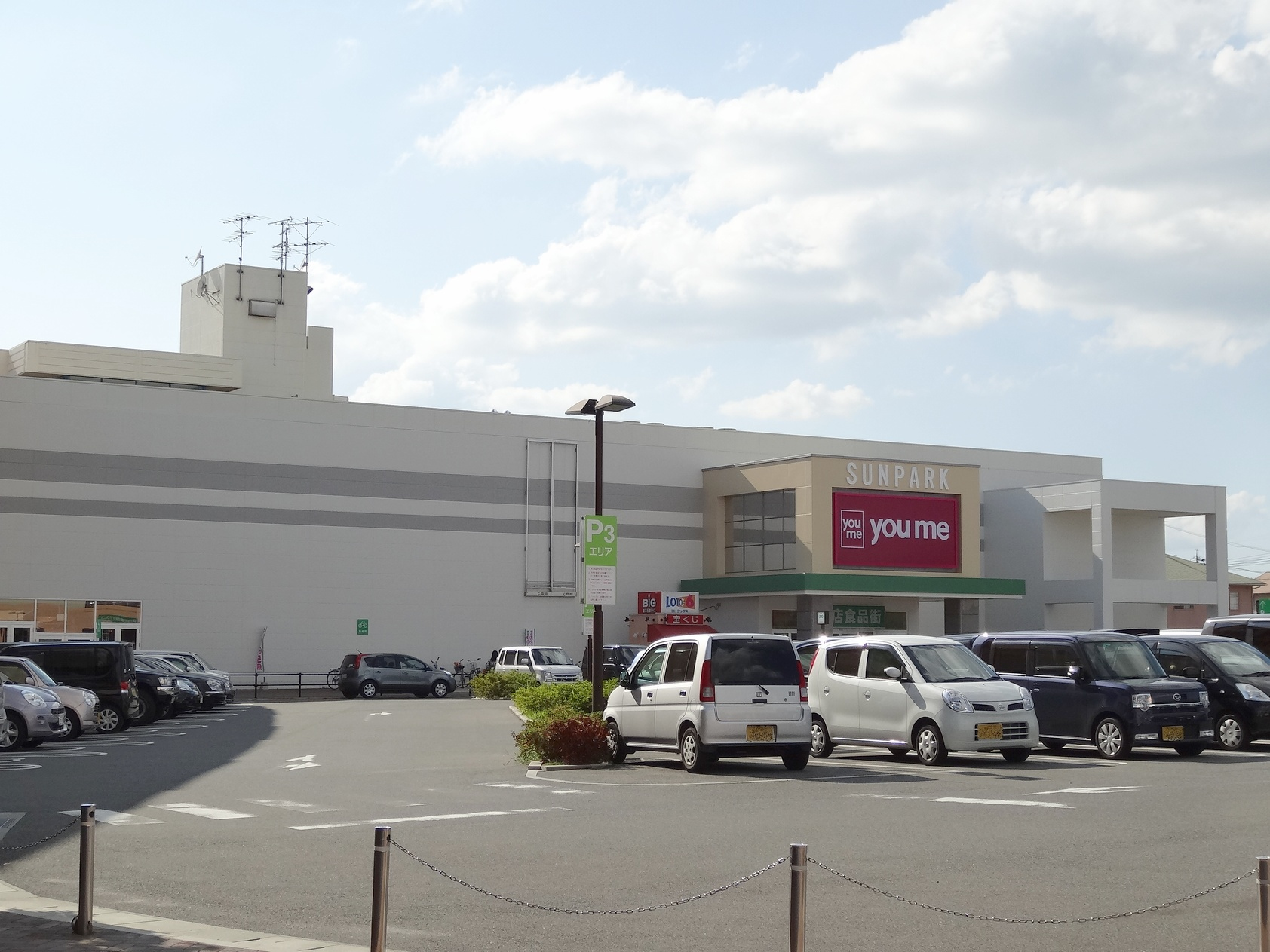
ゆめタウン小野田時代の外観（2012年9月撮影）

### 核店舗
- フードウェイ（2022年4月15日開店）[3]

### その他の主要店舗
- スターバックスコーヒー
- 無印良品
- ミスタードーナツ
- マクドナルド
- ザ・ダイソー
- ユニクロ
- ジーユー
- デコホーム
- ヒマラヤスポーツ
- 西松屋
- インキューブ

### 備考
- 開店当時からしばらくは、寿屋のほかに、地元スーパーの丸喜、ビッグママ（後にLaLaLaグループ傘下の中国寿屋に、寿屋倒産とともに廃業）が出店しており、スーパーが3店舗も同居する形になっていた。また1997年の改装後2000年ごろまで、前述の2店舗に変わりやはり地元スーパーである大和が出店していた。
- 寿屋が撤退したのち、食品スーパーが不在となったことで、サンパークおのだの集客力ダウンに拍車がかかった。そのため、寿屋撤退からしばらくしてからフジグラン開店まで、生鮮食品を除く食料品を販売する簡易的な食品スーパーを営業していた。また、ゆめタウン小野田撤退から、サンリブおのだ営業開始までの間は、サンリブによる青果の販売が行われていた。サンリブ撤退後は、おのサンマルシェを期間限定で開設し、生鮮品や総菜品を期間限定で扱った。
- フジグラン出店前は全館10:00 - 20:00だったが、現在は店舗によって営業時間が異なる。しかし、1980年代は寿屋（当時）と専門店街とで営業時間が異なっていた。また1997年の大改装まで、レストラン街の営業時間も異なっていた。

## テーマソング
- 現在のテーマソングは3代目であり、2008年のリニューアルオープンより店内放送やCMで使用されている。
- 初代テーマソングは1983年のオープンから1996年まで使用され、現在サンパークあじすで使用されている。
- 2代目は1997年のリニューアルオープンから2007年まで使われ、旧公式ホームページ内でも流れていた。